# Mali Birkî, Huseatîn
Mali Birkî (în ucraineană Малі Бірки) este localitatea de reședință a comunei Mali Birkî din raionul Huseatîn, regiunea Ternopil, Ucraina.

## Demografie
Componența lingvistică a localității Mali Birkî
     Ucraineană (99,74%)
     Alte limbi (0,26%)
Conform recensământului din 2001, majoritatea populației localității Mali Birkî era vorbitoare de ucraineană (99,74%), existând în minoritate și vorbitori de alte limbi.